# Kim Chun-su

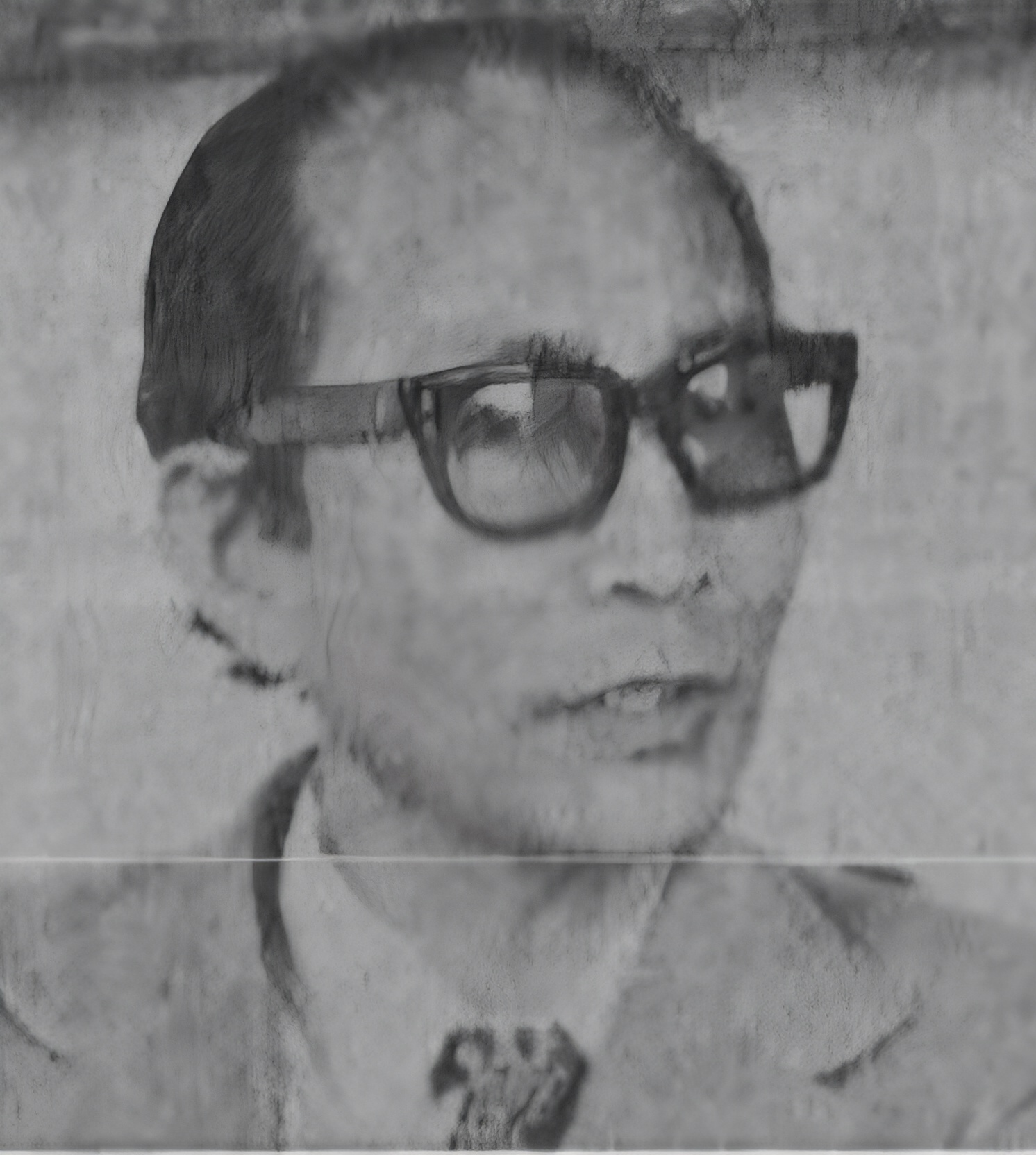
Kim Chun-Su

Kim Chunsu (25 de noviembre de 1922- 29 de noviembre de 2004) fue uno de los poetas surcoreanos más destacados del siglo XX. Ha ganado numerosos premios literarios y fue profesor de literatura coreana. Su obra se ha traducido al inglés, alemán y español.

## Biografía
Kim Chun-su nació en Chungmu (actualmente Tongyeong) el 25 de noviembre de 1922. Estudió literatura en la Universidad Nihon en Japón de 1940 a 1943, cuando fue expulsado y encarcelado por hablar en contra del Imperio Japonés. Después de su liberación siete meses después, volvió a Corea y enseñó en escuelas secundarias. Empezó a publicar poesía en 1946. Se unió al profesorado de la Universidad Nacional Kyungpook en 1965 y fue decano del Departamento de Literatura en la Universidad Yeungnam en 1978. En 1981 fue elegido para la Asamblea Nacional de Corea. Falleció el 29 de noviembre de 2004.

## Obra
Debutó con la publicación del poema "El invernadero" en el octavo volumen de Brotes de bambú y la publicación de su colección de poemas Nubes y rosas ese mismo año. Después de este debut a finales de los años cuarenta, su carrera como poeta se extendió durante casi cuatro décadas, y su forma de escribir cambió y evolucionó con el tiempo. Su obra se puede dividir en cuatro periodos. El primero, que incluye poemas como "Una flor" y "Preludio poético para una flor", se centra en el rol fundamental de la lengua para percibir y definir la existencia de cualquier objeto. El segundo periodo, que abarca desde finales de los años cincuenta a finales de los años sesenta, cuenta con obras que usan imágenes narrativas orientadas a la descripción, simbolismos y metáforas estéticas. Los juegos de palabras, como en "Ritmo de romance" (Taryeongjo) también son importantes en su obra durante estos años.
El poema "El desamor de Cheoyong" (Cheoyong danjang) señaló el principio del tercer periodo y una ruptura radical con su obra anterior. Los poemas de este periodo dejan de centrarse en el ilusorio mundo de imágenes de su obra anterior y enfatizan lo sofisticado, más allá de las palabras. El cuarto periodo, que abarca la década de los setenta hasta primeros de los ochenta, estuvo marcado por sus reflexiones sobre el arte y la religión, que ve como dos elementos capaces de traer la redención para el ser humano.
Ganó numerosos premios, incluido el segundo premio de la Asociación de Poetas Coreanos, el séptimo premio de literatura de Asia Freedom, el Premio de la Academia de Arte y la Medalla de la Cultura.

## Obras traducidas al español
- Poemas
- Razón de las sinrazones
- Poseído por Dostoievski (Bassarai Ediciones, 2001)

## Obras en coreano (lista parcial)
Recopilaciones de poesía
- La ciénaga (Neup)
- La bandera (Gi)
- Boceto de una flor (Kkochui somyo)
- La muerte de una niña en Budapest (Budapeseuteueseoui sonyeoui jugeum)
- Ritmo de romance y otros (Tareongjo gita)
- Fragmentos de Cheoyong
- Una luna empapada por la lluvia
- Después de Cheoyong
- El desamor de Cheoyong (Cheoyong danjang)
- Bosque dormido de pie (Seoseo jamdeuneun sup)

Obras académicas
- Teoría formal de la poesía moderna coreana
- Entendiendo la poesía
- Sentido y sin-sentido
- Fisonomía de la poesía (Siui Pyojeong)

## Premios
- Segundo premio de la Asociación de Poetas Coreanos
- Séptimo premio de literatura de Asia Freedom
- Premio de la Academia de Arte
- Medalla de la cultura